# Еврейский вопрос

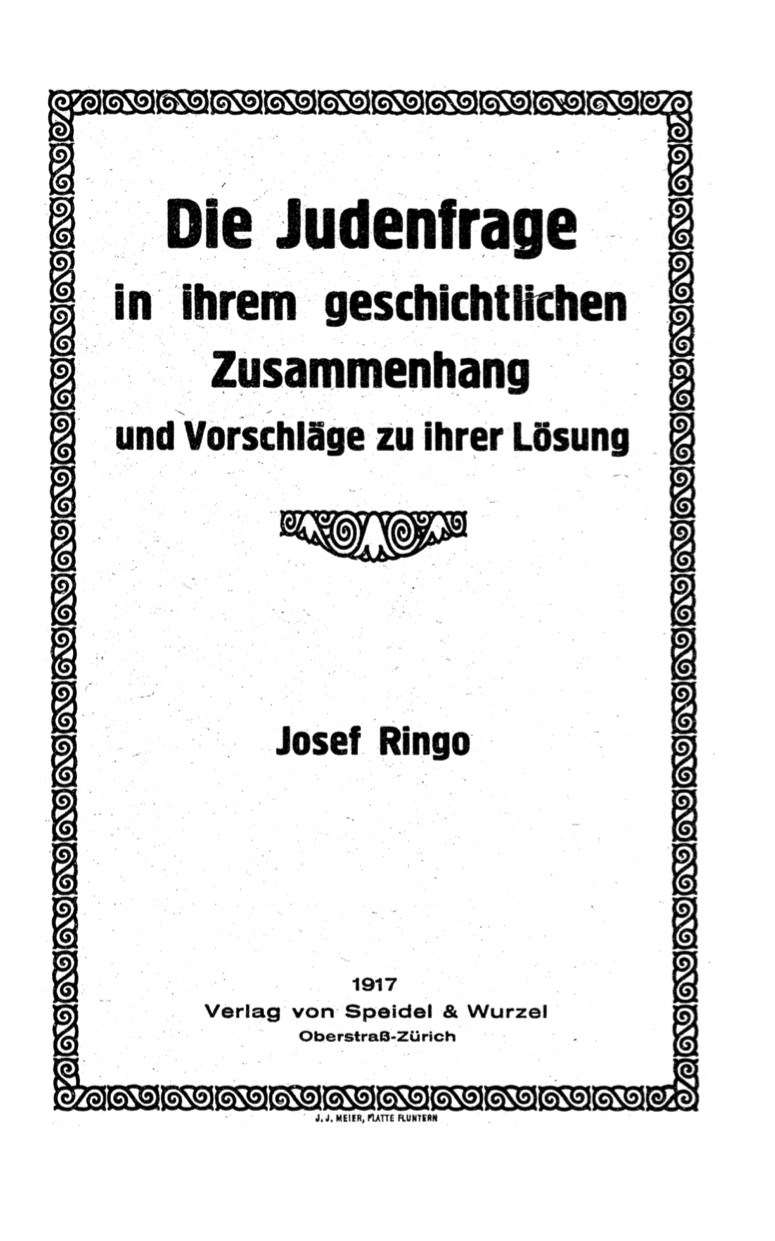
В трактате Йосефа Ринго «Еврейский вопрос в его историческом контексте и предложения по его решению» 1917 года предлагалось создать еврейское государство

Еврейский вопрос (нем. Judenfrage) — дискуссия в европейском обществе о положении евреев и отношении к ним. Дискуссия, схожая с другими национальными вопросами, состояла в обсуждении гражданского, правового, национального и политического статуса евреев как меньшинства в европейском обществе.
Выражение также использовалось антисемитскими движениями, начиная с конца XIX века и заканчивая нацистским эвфемизмом «окончательное решение еврейского вопроса», означавшим физическое уничтожение европейских евреев.

## Содержание
В самом общем смысле еврейский вопрос существовал в христианской Европе по меньшей мере со Средних веков. В новейшее время это выражение использовалось в общем смысле и часто неточно. Однако, начиная с середины XVIII века, всё чаще подразумевалось более конкретная и исторически уникальная проблема: следует ли предоставить евреям гражданское равенство, отменив часто унизительные введённые для них особые законы. Этот более конкретный вопрос имел в то же время масштабные следствия, главным из которых стал ещё более определённый вопрос: в какой степени евреи, освобождённые от дискриминационных законов, могут включаться в общество и культуру новых и старых национальных государств XIX века, смешиваться с народами Европы.
Еврейский вопрос стоял в одном ряду с широко обсуждаемыми вопросами, такими как женский вопрос или социальный вопрос, возникшими в условиях социальных изменений в европейском обществе. Социальный вопрос и еврейский вопрос пересекались, поскольку ключевой темой еврейского вопроса стала заявленная «угроза» эксплуатации евреями неевреев в условиях формирующейся свободной или капиталистической экономики. Растущая уверенность в прогрессе просвещения и толерантности означала, что, по мнению многих современников, эти вопросы имеют рациональные ответы и политические решения.
Однако вскоре стало понято, что решение еврейского вопроса сложнее, чем казалось. К началу XX века известный британский автор и редактор The Times of London Генри Уикхем Стид выразил широко распространённое мнение, назвав еврейский вопрос «одной из величайших проблем в мире». Он считал, что никто «не может считаться зрелым, пока не попытается прямо взглянуть на неё по существу». Многие евреи считали выводы Стида враждебными по отношению к ним, в то время как многие неевреи обвиняли его в проеврейских настроениях, что свидетельствует о полном отсутствии взаимопонимания по еврейскому вопросу.
Вопрос включал большое число сложных и, как казалось, неразрешимых аспектов. Еврейское самоопределение на протяжении веков и тысячелетий в качестве отдельного народа противоречило идеалам гражданства в государстве того времени. Идентичность европейских евреев во многом определяется их исторической связью с древними израильтянами, а сложные законы и обычаи являются неотъемлемой частью еврейской религии. По этим причинам, как казалось, они не могли принять законы и культурную идентичность других народов, не отказываясь от своей религии. Евреи считали себя народом, который Бог избрал для особой судьбы и которому велел оставаться отделёнными от других народов (гоев), они не могли поддерживать представления о равенстве внутри новых наций.
С другой стороны, глубоко укоренившиеся христианские представления о евреев делали равенство с ними, как казалось, немыслимым: евреи воспринимались как неевропейские «чужаки», которые скитаются по миру, будучи наказанными Богом, а также непреодолимо отличаются от европейцев по своей природе (или «расе»). Либеральные неевреи обычно приписывали евреям склонность ко лжи, фанатичному сепаратизму и рассматривали их как физических дегенератов. Для таких либералов еврейский вопрос был связан, прежде всего, с тем, как «улучшить» или «цивилизовать» евреев, чтобы они могли в конечном итоге стать ответственными и полезными членами современного государства и общества. Хотя большое число левых выступало за религиозную терпимость и выражало к евреям сочувствие как к жертвам христианского угнетения в прошлом, но лишь немногие были согласны с тем, чтобы «терпеть» евреев в их нынешнем положении. Как правые, так и левые неевреи выражали обеспокоенность тем, что «подъём» еврейства, в особенности в качестве капиталистов, без фундаментальной реформы с его стороны приведёт к разрушительным результатам для общества в целом.
В целом потоке книг, брошюр и других заявлений предлагался широкий спектр решений еврейского вопроса, начиная от ассимиляции, которая обычно подразумевала постепенное исчезновение отдельной еврейской идентичности, до идей ряда еврейских националистических направлений, сформировавшихся к концу XIX века, включая сионизм, которые стремились к территориальному выделению евреев. Течения, к 1880-м годам получившие название антисемитизм, требовали других решений, включая деэмансипацию евреев и, в некоторых случаях, их сегрегации от неевреев. Строгие традиционалисты, как христиане, так и евреи, подвергали сомнению целесообразность или осуществимость прекращения правовой и социальной изоляции евреев.

## История
Сформировались два противоположных подхода к еврейскому вопросу: французский и российский. Третьим можно считать американский, где еврейский вопрос в самом узком смысле не возникал, поскольку конституция США уже предоставила евреям гражданское равенство. Французский подход наиболее прямо отражал всеобщий эгалитаризм Просвещения. В конце 1791 года, после почти двух лет активных дебатов в революционном Национальном собрании, гражданское равенство было предоставлено приблизительно 40 тысячам евреев Франции, что составляло около 0,2 процента от общей численности населения страны. В последующие годы революционные армии Франции завоевали большие территории в центральной и южной Европе, попутно освобождая евреев.
В 1806 году император Наполеон I, отвечая на жалобы на то, что евреи не воспринимают реформы, получил от специально созванного Собрания еврейских нотаблей официальное подтверждение того, что французские евреи разделяют идеи гражданства и включения в состав французской национальности. Собрание проигнорировало или радикально переосмыслило значительную часть верований и практик, которые долгое время были частью идентичности европейских евреев. Жёстко централизованное государство, связанное с идеалом «интегрального национализма», означало, что французский язык и культура должны были быть приняты всеми гражданами лишь с незначительным признанием или полным отсутствием признания идентичностей, которые позже в отношении «меньшинств» во Франции будут названы дефисными или мультикультурными.
Положение евреев в Российской империи было принципиально иным и значительно более сложным, в том числе из-за огромных территорий страны, её неоднородного населения и большого, быстро растущего числа евреев, которых насчитывалось около 1,5 миллионов в начале XIX века и 5 миллионов к концу века. Составляя подавляющее большинство европейских евреев, евреи Российской империи были наиболее бедными и «нецивилизованные» из них. Чувства национальной идентичности в России были менее развиты, чем на Западе, как у неевреев, так и у евреев, и российские власти чувствовали угрозу со стороны западноевропейским моделям. Предоставление всем российским подданным гражданских прав по французской модели не рассматривалось. Однако в течение XIX века, особенно во время правления реформатора Александра II (1855—1881), царские чиновники обсуждали плюсы и минусы предоставления привилегированным слоям еврейского населения больших прав, особенно тем немногим, кто выучил русский язык и получил современное образование, что делало их полезными для государства. В течение столетия царская политика колебалась от относительно благожелательных попыток «улучшить» евреев до все более нетерпеливых и злонамеренных попыток борьбы с тем, что чиновники воспринимали как упорное сопротивление русификации со стороны подавляющего большинства еврейского населения, а также, имевшую место по их убеждениям, разрушительную конкуренцию со стороны евреев и «развращение» христианского населения, особенно крестьянства. К последним десятилетиям XIX века евреи начали эмигрировать из России сотнями тысяч и в конечном итоге миллионами. Этот массовый исход был реакцией на экономические трудности, насилие со стороны нееврейских масс и правовые преследования. Как царские власти, так и растущая часть евреев России пришли к выводу, что гуманное и разумное решение еврейского вопроса больше не представляется возможным.
В соседней империи Габсбургов, ещё одном многонациональном государстве, уступающем только царской России по численности и доле евреев, длительные обсуждения еврейского вопроса в конечном итоге привели в 1867 году к предоставлению евреям гражданского равенства. В то же время власти не оказывали на евреев большого давления, чтобы те отказались, по французской модели, от национального элемента своей еврейской идентичности. Однако значительное число евреев в империи Габсбургов с энтузиазмом приняли язык и культуру, особенно высокую культуру, немцев и венгров. Аналогично и отношения евреев с властями империи Габсбургов были заметно более гармоничными, чем в России. Тем не менее, еврейский вопрос оставался, поскольку враждебность к евреям в форме политического антисемитизма переросла в серьёзную проблему, как показало избрание бургомистром Вены антисемита Карла Люгера (находился в должности с 1897 по 1910 год). Не случайно Теодор Герцль, основатель современного сионизма, вырос в Будапеште и сделал карьеру журналиста в Вене.
Для немцев французская модель была особенно проблематичной, поскольку, особенно после Французской революции, они были склонны ставить себя в оппозицию к французам. Разделённые немецкие государства в начале XIX века решали еврейский вопрос по-разному, но в целом в отношении предоставления евреям гражданского равенства предпочитали осторожный и постепенный подход. В то же время культура и интеллектуальная жизнь этого «философского народа» демонстрировали продуктивное смешение или симбиоз с евреями: «еврейский гений» расцвёл в немецкоязычных странах, включая большую часть империи Габсбургов, в большей мере, чем в других странах. В конце XVIII и начале XIX века еврейский вопрос — Die Judenfrage — был наиболее обстоятельно исследован немецкоговорящими мыслителями, евреями и неевреями. Идеи этих авторов оказались наиболее влиятельными. Почти все основные немецкие мыслители оставили размышления по этому вопросу. Полное гражданское равенство для немецких евреев пришло с образованием в 1871 году Германского империи. Однако в этом рейхе, как и в империи Габсбургов, вскоре проявилась народная враждебность в форме современного политического антисемитизма, которая оспаривала предоставление гражданского равенства евреям и распространяла тревожные настроения, пропагандируя идеи растущего еврейского влияния в экономическом, социальном, культурном и политическом аспектах.
По мнению историка Алекса Бейна, сам факт создания и всеобщего распространения специального термина — антисемитизм — для обозначения ненависти к евреям показывает, что еврейский вопрос вступил в новую фазу. Для Вильгельма Марра, журналиста, который ввёл этот термин в широкий оборот с 1879 года, новым элементом была раса; таким образом, неологизм «антисемитизм» подразумевает акцентирование на недавно осознанной биологической, «научно-расовой основы» антиеврейских представлений, в отличие от старой христианской, религиозной основы.
В целом, первоначальный оптимизм в Западной и Центральной Европе относительно окончательного решения еврейского вопроса к середине 1870-х годов сменился растущим пессимизмом, развивающемся параллельно скептицизму в отношении идеалов Просвещения. Эта тенденция наблюдалась даже во Франции, где на рубеже XIX и XX веков ненависть, вспыхнувшая против евреев во время дела Дрейфуса, вызвала реакцию по всей Европе. Еще менее вероятным рациональное и гуманное решение еврейского вопроса казалось после катастрофического десятилетия между 1914 и 1924 годами, на которые пришлись Первая мировая война и ряд революций. Были некоторые краткие обнадёживающие периоды после окончания войны и в связи с созывом Парижской мирной конференции в 1919 году. В течение нескольких лет Веймарская республика, как казалось, давала надежду на решение этого вопроса, но вскоре к власти пришли нацисты. Падение царской власти и гражданское равенство, предоставленное евреям в Советском Союзе, поначалу, казалось, обещали разрешение еврейского вопроса, но на практике советский строй оказался не рациональным и не гуманным для евреев и других народов. Появление антисемитских идей иудео-большевизма и мировой «еврейской» революции способствовали дальнейшему развитию фантазий о еврейских заговорах и планах по управлению миром.
Историограф Холокоста Рауль Хильберг рассматривал политику нацистов как продолжение христианского антисемитизма:

Христианские миссионеры говорили нам (евреям), в сущности, следующее: вы не имеете права жить среди нас как евреи. Пришедшие им на смену светские правители провозгласили: вы не имеете права жить среди нас. Наконец, немецкие нацисты постановили: вы не имеете права жить… Следовательно, нацисты не отбросили прошлое, они основывались на нём. Не они начали этот процесс, они лишь завершили его.
После Второй мировой войны и Холокоста специфический термин «еврейский вопрос» стал иметь устаревший смысл, отчасти, без сомнения, потому, что евреи добились формального гражданского равенства во всех странах Европы. Проблемы еврейской социальной и культурной адаптации в условиях растущей терпимости к концепции еврейской обособленности уже меньше разделяли общество, что определялось более сочувственным пониманием еврейской религиозной традиции. В 1948 году было создано еврейское государство Израиль с собственными претензиями на решение еврейского вопроса. В Соединённых Штатах евреи интегрировались и достигли процветания в большей степени, чем в других странах, что особенно значимо учитывая мощь этого государства.
Еврейский вопрос сохранял актуальность во второй половине XX века и часто переформулировался в терминах антисемитизма и враждебного отношения к Израилю, двух часто связанных явлений. Росла обеспокоенность, особенно в последние десятилетия века, что «слишком дружественная» среда, в первую очередь американская, приводит к исчезновению евреев путём добровольной ассимиляции в окружающих нееврейских сообществах. Различные частичные решения еврейского вопроса после Второй мировой войны в значительной мере потеряли актуальность в результате нацистского «окончательного решения» и скрытого преследования евреев в странах соцблока. К концу XX века антисемитская реакция на еврейский вопрос в Европе была подхвачена арабским и мусульманским миром.